# Зайцево (Марий Эл)
Зайцево (мар. Машарань) — деревня в Оршанском районе Республики Марий Эл России. Входит в состав Марковского сельского поселения.

## География
Деревня находится в северной части республики, в зоне хвойно-широколиственных лесов, в пределах Оршанско-Кокшайской равнины, на левом берегу реки Пижанки, к западу от автодороги Р176, на расстоянии примерно 11 километров (по прямой) к северо-западу от Оршанки, административного центра района. Абсолютная высота — 131 метр над уровнем моря.

### Климат
Климат характеризуется как умеренно континентальный, влажный. Среднегодовая температура воздуха — 2,3 °С. Средняя температура воздуха самого тёплого месяца (июля) — 18,2 °C (абсолютный максимум — 38 °C); самого холодного (января) — −13,7 °C (абсолютный минимум — −47 °C). Безморозный период длится с середины мая до середины сентября. Среднегодовое количество атмосферных осадков составляет 491 мм, из которых около 352 мм выпадает в период с апреля по октябрь.

## История
Известна с 1836 году как починок Машарань с 18 дворами, и 102 жителями. В 1891 году здесь (уже починок Зайцево) насчитывалось 54 крестьянских хозяйства и 331 житель. В 1917 году во время пожара деревня Зайцево сгорела. В 1923 году во вновь отстроенной деревне в 99 дворах проживали 493 человека, в 1957 числился 331 житель, в 1978 году насчитывалось 60 семей, 176 человек. В связи с отъездом людей из деревни в 1980-х годах были закрыты школа, медпункт, затем магазин. В советское время работали колхозы «Самолёт», имени Молотова, имени Ленина и совхоз «Смена».

### Часовой пояс
Деревня Зайцево, как и вся Марий Эл, находится в часовой зоне МСК (московское время). Смещение применяемого времени относительно UTC составляет +3:00.

## Население
| 2010 |
| ---- |
| 12   |

### Национальный состав
Согласно результатам переписи 2002 года, в национальной структуре населения русские составляли 100 % из 6 чел.